# Borazin
Borazin, také nazývaný borazol, je anorganická sloučenina se vzorcem B3H6N3. V její molekule se střídají tři BH a tři NH jednotky. Sloučenina je izoelektronická a izostrukturní s benzenem a tak bývá někdy nazývána „anorganický benzen“. Podobně jako u benzenu jde o bezbarvou kapalinu s aromatickým zápachem.

## Příprava
Borazin popsali roku 1926 chemici Alfred Stock a Erich Pohland jako produkt reakce diboranu s amoniakem.
Borazin lze získat reakcí diboranu a amoniaku v molárním poměru 1:2 při 250–300 °C; výtěžnost reakce je 50 %:
3 B2H6 + 6 NH3 → 2 B3H6N3 + 12 H2
Jiný, účinnější, postup spočívá v reakci tetrahydridoboritanu sodného se síranem amonným:
6 NaBH4 + 3 (NH4)2SO4 → 2 B3N3H6 + 3 Na2SO4 + 18 H2
Borazin je také možné získat dvoukrokovým postupem, ve kterém je nejprve chlorid boritý přeměněn na trichlorborazin:
3 BCl3 + 3 NH4Cl → Cl3B3H3N3 + 9 HCl
a vazby B-Cl se následně mění na vazby B-H:
2 Cl3B3H3N3 + 6 NaBH4 → 2 B3H6N3 + 3 B2H6 + 6 NaCl

## Struktura
Borazin je izoelektronický s benzenem a má podobný systém vazeb, a tak bývá někdy nazýván „anorganický benzen“. Toto přirovnání však není zcela přesné, protože bor a dusík mají rozdílné elektronegativity. Pomocí rentgenové krystalografie bylo zjištěno, že délky všech vazeb v borazinovém cyklu jsou 142,9 pm, tedy podobné jako u benzenu.
Borazinový cyklus nevytváří však pravidelný šestiúhelník; vazebné úhly jsou 117,1° na atomech boru a 122,9° na dusících, v důsledku čehož má molekula odlišnou symetrii.
Elektronegativita boru na Paulingově stupnici je 2,04, zatímco u dusíku má hodnotu 3,04, což má za následek snížení elektronové hustoty na atomech boru a volný elektronový pár na dusíku tak vytváří různé mezomerní struktury.
Bor se chová jako Lewisova kyselina a dusík jako Lewisova zásada.

## Aromaticita
Vzhledem k jeho podobnosti s benzenem bylo u borazinu provedeno několik výpočetních a experimentálních analýz ohledně aromaticity. Počet pí elektronů v molekule borazinu odpovídá pravidlu 4n + 2 a délky všech vazeb B-N jsou stejné, což naznačuje, že by mělo jít o aromatickou sloučeninu. Rozdíly v elektronegativitě mezi borem a dusíkem však způsobují nerovnoměrné rozdělení náboje, které vede k více iontové povaze vazeb a delokalizace elektronů tak je slabší. Borazin je se standardní slučovací entalpií ΔHf −531 kJ/mol tepelně značně stabilní.

### Přirozené vazebné orbitaly
Analýzou přirozených vazebných orbitalů bylo zjištěno, že borazin je jen slabě aromatický.
V modelu přirozených vazebných orbitalů jsou vazby B-N v cyklu mírně odchýlené od spojnic atomových jader a B a N mají rozdílné náboje. Na základě analýzy přirozeného chemického stínění byla získána další data podporující aromaticitu vazeb B-N. Výpočty založenými na přirozených vazebných orbitalech se ukázalo, že tyto vazby π vytvářejí slabý kruhový proud, který naznačuje určitou míru delokalizace.

### Elektronová lokalizační funkce (ELF)
Topologickou analýzou prostřednictvím elektronové lokalizační funkce (ELF) lze zjistit, že borazin může být popsán jako π aromatická sloučenina. Vazby v borazinu jsou ovšem méně delokalizované než v benzenu.

## Reaktivita

### Hydrolýza
Borazin se snadno hydrolyzuje za vzniku kyseliny borité, amoniaku a vodíku.

### Polymerizace

Polyborazylen

Zahříváním borazinu na 70 °C se uvolňuje vodík a vzniká polyborazylen:
n B3N3H6 → 1/n[B3N3H4]n

### Reakce s halogenovodíky a halogeny
S chlorovodíkem vytváří borazin adukt.
B3N3H6 + 3 HCl → B3N3H9Cl3
Adiční reakce borazinu s chlorovodíkem
B3N3H9Cl3 + NaBH4 → (BH4N)3
Redukce borazinu tetrahydridoboritanem sodným
K provedení adiční reakce s bromem není nutný katalyzátor. U borazinů probíhají nukleofilní ataky na atomy boru a elektrofilní na atomy dusíku.

### Prekurzor keramických materiálů
Nitrid boritý lze připravit zahříváním polyborazylenu na 1 000 °C.
Boraziny se také používají na výrobu dalších keramických materiálů, například karbonitridů boru. Rovněž mohou sloužit jako prekurzory při přípravě tenkých vrstev a jednovrstevných povlaků hexagonálního nitridu boritého na povrchu katalyzátorů, jako jsou měď, platina, nikl, železo i další, pomocí chemické depozice z plynné fáze.
Polyborazyleny byly navrženy jako možné materiály pro uchovávání vodíku v palivových článcích.
Společně s jinými sloučeninami typu B-N byly u smíšených amino-nitrovaných borazinů zjištěny výbušné vlastnosti podobné jako u CL-20.

## Podobné sloučeniny
C2H2B2N2 je šestičlenný heterocyklus obsahující dva atomy uhlíku, dva dusíky a dva atomy boru ve dvojicích naproti sobě.
1,2-Dihydro-1,2-azaborin (C4BNH6) je šestičlenný heterocyklus se čtyřmi atomy uhlíku, jedním dusíkem a jedním borem.
- Iminoboran